# Yukichi Amano
Yukichi Amano (天野 佑吉 Amano Yukichi?) (Adachi, Tokio; 27 de abril de 1933 - Tokio; 20 de octubre de 2013) fue un columnista japonés, fundador y editor jefe de la revista mensual Kokoku Hihyo.
Amano estudió en la Universidad Meiji Gakuin, pero no se graduó.
En 1970 se estableció en Madra Publishing Ltd.
En 1979 se estableció en Kokoku Hihyo, una revista que se suspendió en 2009.
En 2002 se convirtió en director (más tarde en Director Honorario) del Museo Conmemorativo de Shiki.

## Premios
- NHK Broadcasting Culture Award (2005)